# 日本建設エンジニアリング
日本建設エンジニアリング株式会社（にほんけんせつえんじにありんぐ）は、令和6年（2024年）に設立した、新建設コンサルタント株式会社のグループ会社。

## 事業内容
地域に密着した建設支援サービスとして、関東エリアにおいて事業活動を展開している。
主な業務は国土交通省、東日本高速道路、中日本高速道路、西日本高速道路などが発注する公共工事等の事業において、発注者として国土交通省の職員が本来行う業務を代行し実施する補助業務（発注者支援業務）を行っている。
業務内容は工事監督支援業務、資料作成業務、施工管理業務、積算技術業務、河川巡視支援業務、道路許認可審査・適正化指導業務、施工体制調査員など。
また、建設コンサルタント、建設会社向けに人材派遣サービスを展開しており、熟練した技術者や専門スタッフを現場に派遣することで、プロジェクトの円滑な進行を支援していている。

## 沿革
- 2024年4月（令和6年） - 東京都千代田区に設立[1]